# Raková (Czechy)
Raková – gmina w Czechach, w powiecie Rokycany, w kraju pilzneńskim.
1 stycznia 2017 gminę zamieszkiwało 235 osób, a ich średni wiek wynosił 40,7 roku.